# 木質醋酸菌
木質醋酸菌（學名：Komagataeibacter xylinus) ，是醋酸菌科駒形桿菌屬的一種細菌，可合成纖維素（細菌纖維素）。市售的椰果即是木質醋酸菌將椰子水發酵後所形成的纖維素凝膠。

## 名稱
木質醋酸菌最早於1886年由英國釀酒專家阿德里安·約翰·布朗發表描述，當時名稱為Gluconacetobacter xylinus，後來許多學者將此菌歸入醋桿菌屬，名為Acetobacter xylinum。2012年，木質醋酸菌被歸入新屬駒形桿菌屬中，並為該屬的模式種。

## 研究
木質醋酸菌的基因組最早於2011年被定序，不過該菌株為不能生產纖維素的突變株，可生產纖維素的菌株則在2014年被定序完成。
木質醋酸菌中與合成纖維素有關的酵素由一包含四個基因的操縱子BcsABCD所編碼，分別為纖維素合成酶的四個次單元，細菌體內合成纖維素時四個基因皆需，不過體外合成時只需BcsA與BcsB即可。此菌也編碼分解纖維素的纖維素酶。

## 應用

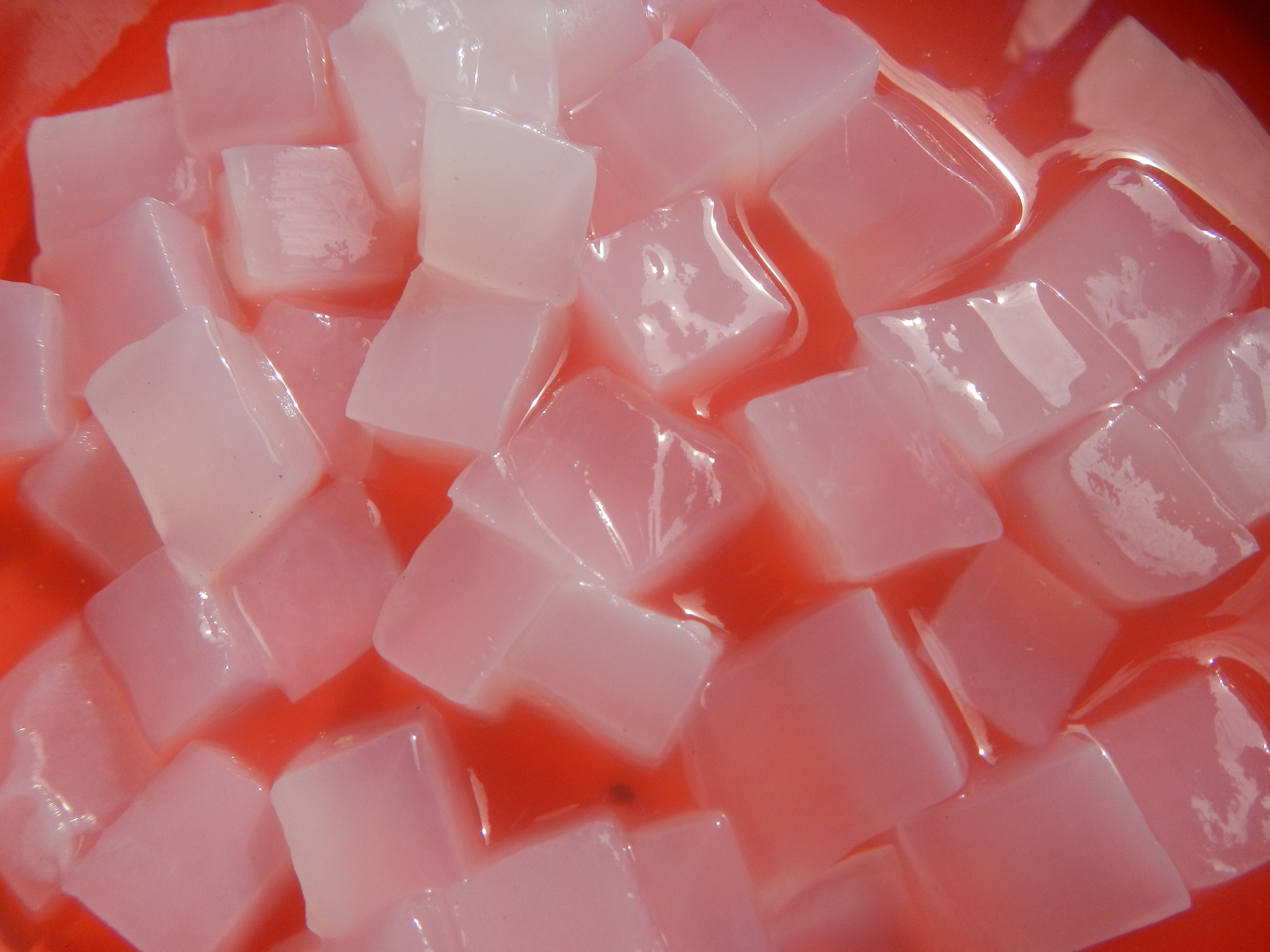
椰果

木質醋酸菌可作為用來研究植物纖維素合成、或細菌生物薄膜合成的模式生物。在食品工業中，木質醋酸菌是用來製作椰果的原料，此菌在椰子水中發酵產生的纖維素凝膠即為椰果。